# Top 12 de la URBA 2018
El Top 12 de la URBA de 2018 fue la centésimo decimoséptima edición del torneo de rugby de la Ciudad de Buenos Aires y alrededores, y la vigésimo tercera desde que se creó la mencionada URBA. La temporada comenzó el 21 de abril y finalizó el 24 de noviembre de 2018.

## Equipos participantes
| Equipo                                       | Localidad           | POS 2017      | Cant |
| -------------------------------------------- | ------------------- | ------------- | ---- |
| Asociación Alumni                            | Malvinas Argentinas | Subcampeón    | 22   |
| Belgrano Athletic Club                       | Belgrano, C.A.B.A.  | 6.º           | 15   |
| Club Atlético de San Isidro                  | San Isidro          | 9.º           | 23   |
| Club Atlético Ferrocarril General San Martín | Villa Raffo         | —             | 5    |
| Club Newman                                  | Benavídez           | 7.º           | 21   |
| Club Pucará                                  | Burzaco             | Semifinalista | 17   |
| Club Regatas de Bella Vista                  | San Miguel          | 10.º          | 17   |
| Club San Luis                                | La Plata            | 8.º           | 19   |
| Club Universitario de Buenos Aires           | Villa de Mayo       | 5.º           | 17   |
| Hindú Club                                   | Don Torcuato        | Campeón       | 23   |
| Lomas Athletic Club                          | Lomas de Zamora     | —             | 10   |
| San Isidro Club                              | San Isidro          | Semifinalista | 23   |

## Forma de disputa y reglamentaciones
El campeonato está dividido en dos etapas, la etapa regular y la etapa eliminatoria.
Etapa regular
Los equipos se enfrentan entre sí con formato de todos contra todos a dos ruedas. Se otorgan cuatro (4) puntos por victoria, dos (2) por empate y ninguno (0) en caso de derrota. También se otorga punto bónus:
- El punto bonus ofensivo se da cuando un equipo logra por lo menos tres tries más que su rival.
- El punto bonus defensivo se da cuando un equipo pierde por una diferencia de hasta siete puntos.

Los cuatro mejores equipos avanzan directamente a las semifinales.
Etapa eliminatoria
Los equipos ubicados primero y segundo enfrentarán al cuarto y tercero respectivamente y los ganadores avanzan a la final para determinar al campeón.
Descensos y ascensos
Los equipos ubicados en el 11º y 12º puesto en la etapa regular descenderán directamente a la Primera División A, mientras que el campeón y subcampeón de la Primera División A ascenderán directamente. En tanto, el equipo que finalice en el 10º puesto jugará un repechaje contra el tercer mejor equipo de la Primera División A.

## Clasificación
Actualizado al 21 de octubre de 2018 (20.ª jornada).
| Pos. | Equipo              | Encuentros | Encuentros | Encuentros | Encuentros | Tantos | Tantos | Tantos | Puntos bonus | Puntos |
| Pos. | Equipo              | PJ         | PG         | PE         | PP         | F      | C      | Dif    | Puntos bonus | Puntos |
| ---- | ------------------- | ---------- | ---------- | ---------- | ---------- | ------ | ------ | ------ | ------------ | ------ |
| 1.º  | San Luis            | 20         | 17         | 0          | 3          | 681    | 427    | 254    | 10           | 78     |
| 2.º  | Belgrano Athletic   | 20         | 14         | 0          | 6          | 569    | 383    | 186    | 13           | 69     |
| 3.º  | Hindú Club          | 20         | 14         | 1          | 5          | 577    | 435    | 142    | 9            | 67     |
| 4.º  | Alumni              | 20         | 14         | 0          | 6          | 510    | 423    | 87     | 6            | 62     |
| 5.º  | Pucará              | 20         | 12         | 0          | 8          | 553    | 428    | 125    | 8            | 56     |
| 6.º  | SIC                 | 20         | 11         | 0          | 9          | 521    | 429    | 92     | 9            | 53     |
| 7.º  | CASI                | 20         | 10         | 0          | 10         | 521    | 500    | 21     | 8            | 48     |
| 8.º  | Newman              | 20         | 9          | 1          | 10         | 515    | 489    | 26     | 9            | 47     |
| 9.º  | Regatas Bella Vista | 20         | 7          | 2          | 11         | 446    | 469    | -23    | 8            | 40     |
| 10.º | CUBA                | 20         | 6          | 0          | 14         | 488    | 518    | -30    | 11           | 35     |
| 11.º | San Martín          | 20         | 4          | 0          | 16         | 319    | 714    | -395   | 4            | 20     |
| 12.º | Lomas               | 20         | 0          | 0          | 20         | 260    | 745    | -485   | 4            | 4      |

|  | Clasificados a las semifinales y al Campeonato Nacional de Clubes. |
|  | Clasificados al Campeonato Nacional de Clubes.                     |
|  | Disputa un repechaje para mantener la categoría.                   |
|  | Desciende a 1° División A.                                         |

## Resultados

### Etapa regular
- Se dio a conocer el fixture completo para la temporada 2018 del Top 12 de la URBA.[2]
- Tendrá 22 jornadas y 5 fechas libres entre semana.
- Todos los horarios corresponden al huso horario local UTC -03:00.

#### Ida
| Fecha 1            | Fecha 1            | Fecha 1            |
| 21 de abril, 15:30 | 21 de abril, 15:30 | 21 de abril, 15:30 |
| Local              | Resultado          | Visitante          |
| ------------------ | ------------------ | ------------------ |
| Newman             | 24 - 14            | Lomas              |
| Belgrano Athletic  | 22 - 25            | SIC                |
| San Martín         | 20 - 40            | Hindú              |
| CASI               | 26 - 25            | CUBA               |
| San Luis           | 6 - 28             | Pucará             |
| Alumni             | 24 - 17            | Regatas            |
| 1.                 |                    |                    |

| Fecha 2           | Fecha 2           | Fecha 2           |
| 12 de mayo, 15:30 | 12 de mayo, 15:30 | 12 de mayo, 15:30 |
| Local             | Resultado         | Visitante         |
| ----------------- | ----------------- | ----------------- |
| Alumni            | 35 - 23           | Newman            |
| Regatas           | 9 - 24            | San Luis          |
| Pucará            | 24 - 17           | CASI              |
| CUBA              | 14 - 20           | San Martín        |
| Hindú             | 13 - 14           | Belgrano Athletic |
| SIC               | 40 - 10           | Lomas             |
| 1. 2.             |                   |                   |

| Fecha 3           | Fecha 3           | Fecha 3           |
| 19 de mayo, 15:30 | 19 de mayo, 15:30 | 19 de mayo, 15:30 |
| Local             | Resultado         | Visitante         |
| ----------------- | ----------------- | ----------------- |
| Newman            | 12 - 19           | SIC               |
| Lomas             | 17 - 20           | Hindú             |
| Belgrano Athletic | 27 - 24           | CUBA              |
| San Martín        | 21 - 27           | Pucará            |
| CASI              | 39 - 20           | Regatas           |
| San Luis          | 24 - 22           | Alumni            |
| 1. 2.             |                   |                   |

| Fecha 4           | Fecha 4           | Fecha 4           |
| 2 de junio, 15:30 | 2 de junio, 15:30 | 2 de junio, 15:30 |
| Local             | Resultado         | Visitante         |
| ----------------- | ----------------- | ----------------- |
| San Luis          | 17 - 11           | Newman            |
| Alumni            | 22 - 24           | CASI              |
| Regatas           | 15 - 17           | San Martín        |
| Pucará            | 10 - 36           | Belgrano Athletic |
| CUBA              | 27 - 0            | Lomas             |
| Hindú             | 23 - 22           | SIC               |
| 1. 2.             |                   |                   |

| Fecha 5           | Fecha 5           | Fecha 5           |
| 9 de junio, 15:00 | 9 de junio, 15:00 | 9 de junio, 15:00 |
| Local             | Resultado         | Visitante         |
| ----------------- | ----------------- | ----------------- |
| Newman            | 9 - 26            | Hindú             |
| SIC               | 22 - 18           | CUBA              |
| Lomas             | 7 - 25            | Pucará            |
| Belgrano Athletic | 32 - 14           | Regatas           |
| San Martín        | 19 - 40           | Alumni            |
| CASI              | 30 - 34           | San Luis          |
| 1. 2.             |                   |                   |

| Fecha 6            | Fecha 6            | Fecha 6            |
| 16 de junio, 15:00 | 16 de junio, 15:00 | 16 de junio, 15:00 |
| Local              | Resultado          | Visitante          |
| ------------------ | ------------------ | ------------------ |
| Pucará             | 20 - 22            | SIC                |
| CUBA               | 17 - 41            | Hindú              |
| CASI               | 26 - 28            | Newman             |
| San Luis           | 69 - 14            | San Martín         |
| Alumni             | 10 - 6             | Belgrano Athletic  |
| Regatas            | 25 - 21            | Lomas              |

| Fecha 7            | Fecha 7            | Fecha 7            |
| 23 de junio, 15:00 | 23 de junio, 15:00 | 23 de junio, 15:00 |
| Local              | Resultado          | Visitante          |
| ------------------ | ------------------ | ------------------ |
| Newman             | 20 - 17            | CUBA               |
| Hindú              | 13 - 30            | Pucará             |
| SIC                | 16 - 26            | Regatas            |
| Lomas              | 10 - 42            | Alumni             |
| Belgrano Athletic  | 32 - 33            | San Luis           |
| San Martín         | 8 - 31             | CASI               |
| 1. 2.              |                    |                    |

| Fecha 8           | Fecha 8           | Fecha 8           |
| 7 de julio, 15:30 | 7 de julio, 15:30 | 7 de julio, 15:30 |
| Local             | Resultado         | Visitante         |
| ----------------- | ----------------- | ----------------- |
| San Martín        | 3 - 16            | Newman            |
| CASI              | 6 - 15            | Belgrano Athletic |
| San Luis          | 33 - 3            | Lomas             |
| Alumni            | 24 - 14           | SIC               |
| Regatas           | 24 - 24           | Hindú             |
| Pucará            | 38 - 13           | CUBA              |
| 1.                |                   |                   |

| Fecha 9            | Fecha 9            | Fecha 9            |
| 14 de julio, 15:30 | 14 de julio, 15:30 | 14 de julio, 15:30 |
| Local              | Resultado          | Visitante          |
| ------------------ | ------------------ | ------------------ |
| Newman             | 61 - 29            | Pucará             |
| CUBA               | 17 - 37            | Regatas            |
| Hindú              | 17 - 24            | Alumni             |
| SIC                | 24 - 29            | San Luis           |
| Lomas              | 20 - 45            | CASI               |
| Belgrano Athletic  | 47 - 28            | San Martín         |

| Fecha 10           | Fecha 10           | Fecha 10           |
| 28 de julio, 15:30 | 28 de julio, 15:30 | 28 de julio, 15:30 |
| Local              | Resultado          | Visitante          |
| ------------------ | ------------------ | ------------------ |
| Belgrano Athletic  | 19 - 6             | Newman             |
| San Martín         | 7 - 3              | Lomas              |
| CASI               | 10 - 16            | SIC                |
| San Luis           | 12 - 13            | Hindú              |
| Alumni             | 33 - 29            | CUBA               |
| Regatas            | 15 - 19            | Pucará             |

| Fecha 11           | Fecha 11           | Fecha 11           |
| 4 de agosto, 15:30 | 4 de agosto, 15:30 | 4 de agosto, 15:30 |
| Local              | Resultado          | Visitante          |
| ------------------ | ------------------ | ------------------ |
| Newman             | 27 - 27            | Regatas            |
| Pucará             | 27 - 36            | Alumni             |
| CUBA               | 23 - 33            | San Luis           |
| Hindú              | 27 - 23            | CASI               |
| SIC                | 32 - 25            | San Martín         |
| Lomas              | 27 - 50            | Belgrano Athletic  |

#### Vuelta
| Fecha 12            | Fecha 12            | Fecha 12            |
| 11 de agosto, 15:30 | 11 de agosto, 15:30 | 11 de agosto, 15:30 |
| Local               | Resultado           | Visitante           |
| ------------------- | ------------------- | ------------------- |
| Lomas               | 25 - 52             | Newman              |
| SIC                 | 22 - 24             | Belgrano Athletic   |
| Hindú               | 59 - 27             | San Martín          |
| CUBA                | 24 - 38             | CASI                |
| Pucará              | 23 - 17             | San Luis            |
| Regatas             | 9 - 28              | Alumni              |

| Fecha 13            | Fecha 13            | Fecha 13            |
| 18 de agosto, 15:30 | 18 de agosto, 15:30 | 18 de agosto, 15:30 |
| Local               | Resultado           | Visitante           |
| ------------------- | ------------------- | ------------------- |
| Newman              | 29 - 38             | Alumni              |
| San Luis            | 28 - 24             | Regatas             |
| CASI                | 16 - 15             | Pucará              |
| San Martín          | 21 - 47             | CUBA                |
| Belgrano Athletic   | 19 - 21             | Hindú               |
| Lomas               | 5 - 55              | SIC                 |

| Fecha 14               | Fecha 14               | Fecha 14               |
| 1 de septiembre, 15:30 | 1 de septiembre, 15:30 | 1 de septiembre, 15:30 |
| Local                  | Resultado              | Visitante              |
| ---------------------- | ---------------------- | ---------------------- |
| SIC                    | 25 - 26                | Newman                 |
| Hindú                  | 69 - 19                | Lomas                  |
| CUBA                   | 12 - 24                | Belgrano Athletic      |
| Pucará                 | 64 - 0                 | San Martín             |
| Regatas                | 24 - 45                | CASI                   |
| Alumni                 | 20 - 35                | San Luis               |

| Fecha 15               | Fecha 15               | Fecha 15               |
| 8 de septiembre, 15:30 | 8 de septiembre, 15:30 | 8 de septiembre, 15:30 |
| Local                  | Resultado              | Visitante              |
| ---------------------- | ---------------------- | ---------------------- |
| Newman                 | 17 - 42                | San Luis               |
| CASI                   | 10 - 20                | Alumni                 |
| San Martín             | 20 - 26                | Regatas                |
| Belgrano Athletic      | 25 - 22                | Pucará                 |
| Lomas                  | 12 - 44                | CUBA                   |
| SIC                    | 21 - 27                | Hindú                  |

| Fecha 16                | Fecha 16                | Fecha 16                |
| 15 de septiembre, 15:30 | 15 de septiembre, 15:30 | 15 de septiembre, 15:30 |
| Local                   | Resultado               | Visitante               |
| ----------------------- | ----------------------- | ----------------------- |
| Hindú                   | 26 - 46                 | Newman                  |
| CUBA                    | 22 - 23                 | SIC                     |
| Pucará                  | 47 - 7                  | Lomas                   |
| Regatas                 | 32 - 17                 | Belgrano Athletic       |
| Alumni                  | 29 - 5                  | San Martín              |
| San Luis                | 54 - 36                 | CASI                    |
| 1.                      |                         |                         |

| Fecha 17                | Fecha 17                | Fecha 17                |
| 22 de septiembre, 15:30 | 22 de septiembre, 15:30 | 22 de septiembre, 15:30 |
| Local                   | Resultado               | Visitante               |
| ----------------------- | ----------------------- | ----------------------- |
| SIC                     | 21 - 39                 | Pucará                  |
| Hindú                   | 26 - 46                 | CUBA                    |
| Newman                  | 42 - 21                 | CASI                    |
| San Martín              | 7 - 57                  | San Luis                |
| Belgrano Athletic       | 40 - 15                 | Alumni                  |
| Lomas                   | 0 - 34                  | Regatas                 |
| 1.                      |                         |                         |

| Fecha 18            | Fecha 18            | Fecha 18            |
| 6 de octubre, 15:30 | 6 de octubre, 15:30 | 6 de octubre, 15:30 |
| Local               | Resultado           | Visitante           |
| ------------------- | ------------------- | ------------------- |
| CUBA                | 30 - 23             | Newman              |
| Pucará              | 10 - 32             | Hindú               |
| Regatas             | 12 - 36             | SIC                 |
| Alumni              | 19 - 18             | Lomas               |
| San Luis            | 42 - 41             | Belgrano Athletic   |
| CASI                | 35 - 31             | San Martín          |
| 1. 2.               |                     |                     |

| Fecha 19             | Fecha 19                                                  | Fecha 19             |
| 13 de octubre, 15:30 | 13 de octubre, 15:30                                      | 13 de octubre, 15:30 |
| Local                | Resultado                                                 | Visitante            |
| -------------------- | --------------------------------------------------------- | -------------------- |
| Newman               | 10 - 15                                                   | San Martín           |
| Belgrano Athletic    | 26 - 10                                                   | CASI                 |
| Lomas                | 17 - 54                                                   | San Luis             |
| SIC                  | 33 - 17[n 1][./Top_12_de_la_URBA_2018#cite_note-19 [n 1]] | Alumni               |
| Hindú                | 26 - 22                                                   | Regatas              |
| CUBA                 | 30 - 20[n 2][./Top_12_de_la_URBA_2018#cite_note-20 [n 2]] | Pucará               |
| 1. 2.                |                                                           |                      |

| Fecha 20             | Fecha 20             | Fecha 20             |
| 20 de octubre, 15:30 | 20 de octubre, 15:30 | 20 de octubre, 15:30 |
| Local                | Resultado            | Visitante            |
| -------------------- | -------------------- | -------------------- |
| Pucará               | 36 - 33              | Newman               |
| Regatas              | 34 - 9               | CUBA                 |
| Alumni               | 13 - 34              | Hindú                |
| San Luis             | 38 - 33              | SIC                  |
| CASI                 | 33 - 25              | Lomas                |
| San Martín           | 11 - 53              | Belgrano Athletic    |
| 1.                   |                      |                      |

| Fecha 21      | Fecha 21      | Fecha 21          |
| 27 de octubre | 27 de octubre | 27 de octubre     |
| Local         | Resultado     | Visitante         |
| ------------- | ------------- | ----------------- |
| Newman        |               | Belgrano Athletic |
| Lomas         |               | San Martín        |
| SIC           |               | CASI              |
| Hindú         |               | San Luis          |
| CUBA          |               | Alumni            |
| Pucará        |               | Regatas           |

| Fecha 22          | Fecha 22       | Fecha 22       |
| 3 de noviembre    | 3 de noviembre | 3 de noviembre |
| Local             | Resultado      | Visitante      |
| ----------------- | -------------- | -------------- |
| Regatas           |                | Newman         |
| Alumni            |                | Pucará         |
| San Luis          |                | CUBA           |
| CASI              |                | Hindú          |
| San Martín        |                | SIC            |
| Belgrano Athletic |                | Lomas          |

### Etapa eliminatoria
Fuente: A Pleno Rugby
|  | Semifinales | Semifinales |       |        | Final | Final |  |
|  |             |             |       |        |       |       |  |
|  |             |             |       |        |       |       |  |
|  | Alumni      | 50          |       |        |       |       |  |
|  | Alumni      | 50          |       |        |       |       |  |
|  | San Luis    | 3           |       |        |       |       |  |
|  | San Luis    | 3           |       | Alumni | 26    |       |  |
|  |             |             |       | Alumni | 26    |       |  |
|  |             |             | Hindú | 17     |       |       |  |
|  | Belgrano    | 21          | Hindú | 17     |       |       |  |
|  | Belgrano    | 21          |       |        |       |       |  |
|  | Hindú       | 26          |       |        |       |       |  |
|  | Hindú       | 26          |       |        |       |       |  |
|  |             |             |       |        |       |       |  |

#### Semifinales
| 17 de noviembre | San Luis | 3 - 50 | Alumni | CASI, San Isidro |  |
|                 |          |        |        | Árbitro(s):      |  |

| 18 de noviembre | Belgrano | 21 - 26 | Hindú |             |  |
|                 |          |         |       | Árbitro(s): |  |

#### Final
| 25 de noviembre de 2018 | Hindú | 17 - 26 | Alumni | CASI, San Isidro |  |
|                         |       |         |        | Árbitro(s):      |  |

Alumni

Campeón

6º título

.2º Top 12

## Resultados en detalle

### Cuadro de resultados
| Clubes              | ALU   | BEL   | CASI  | CUBA  | HIN   | LOM   | NEW   | PUC   | RBV   | SIC   | SL    | SM    |
| ------------------- | ----- | ----- | ----- | ----- | ----- | ----- | ----- | ----- | ----- | ----- | ----- | ----- |
| Alumni              |       | 10-6  | 22-24 | 33-29 | 13-34 | 19-18 | 34-23 |       | 24-17 | 24-14 | 20-35 | 29-5  |
| Belgrano Athletic   | 40-15 |       | 26-10 | 27-24 | 19-21 |       | 19-6  | 25-22 | 32-14 | 22-25 | 32-33 | 47-28 |
| CASI                | 10-20 | 6-15  |       | 26-25 |       | 33-25 | 26-28 | 16-15 | 39-20 | 10-16 | 30-34 | 35-31 |
| CUBA                |       | 12-24 | 24-38 |       | 17-41 | 27-0  | 30-23 | 30-20 | 17-37 | 22-23 | 23-33 | 14-20 |
| Hindú Club          | 17-24 | 13-14 | 27-23 | 26-46 |       | 69-19 | 26-46 | 13-30 | 26-22 | 23-22 |       | 59-27 |
| Lomas               | 10-42 | 27-50 | 20-45 | 12-44 | 17-20 |       | 25-52 | 7-25  | 0-34  | 5-55  | 17-54 |       |
| Newman              | 29-38 |       | 42-21 | 20-17 | 9-26  | 24-14 |       | 61-29 | 27-27 | 12-19 | 17-42 | 10-15 |
| Pucará              | 27-36 | 10-36 | 24-17 | 38-13 | 10-32 | 47-7  | 36-33 |       |       | 20-22 | 23-17 | 64-0  |
| Regatas Bella Vista | 9-28  | 32-17 | 24-45 | 34-9  | 24-24 | 25-21 |       | 15-19 |       | 12-36 | 9-24  | 15-17 |
| SIC                 | 33-17 | 22-24 |       | 22-18 | 21-27 | 40-10 | 25-26 | 21-39 | 16-26 |       | 24-29 | 32-25 |
| San Luis            | 24-22 | 42-41 | 54-36 |       | 12-13 | 33-3  | 17-11 | 6-28  | 28-24 | 38-33 |       | 69-14 |
| San Martín          | 19-40 | 11-53 | 8-31  | 21-47 | 20-40 | 7-3   | 3-16  | 21-27 | 20-26 |       | 7-57  |       |

|  | Victoria local |  | Empate |  | Derrota local |

### Evolución de la clasificación
| Club                | 1  | 2  | 3  | 4  | 5  | 6  | 7  | 8  | 9  | 10 | 11 | 12 | 13 | 14 | 15 | 16 | 17 | 18 | 19 | 20 | 21 | 22 |
| ------------------- | -- | -- | -- | -- | -- | -- | -- | -- | -- | -- | -- | -- | -- | -- | -- | -- | -- | -- | -- | -- | -- | -- |
| Alumni              | 4  | 3  | 4  | 7  | 6  | 5  | 2  | 3  | 2  | 1  | 2  | 1  | 1  | 1  | 3  | 2  | 2  | 2  | 3  | 4  |    |    |
| Belgrano Athletic   | 8  | 5  | 6  | 2  | 1  | 4  | 6  | 5  | 3  | 3  | 3  | 2  | 3  | 3  | 4  | 4  | 3  | 3  | 2  | 2  |    |    |
| CASI                | 6  | 6  | 5  | 4  | 7  | 7  | 7  | 7  | 6  | 7  | 7  | 7  | 7  | 6  | 6  | 7  | 8  | 8  | 8  | 7  |    |    |
| CUBA                | 7  | 10 | 10 | 9  | 9  | 9  | 9  | 10 | 10 | 11 | 11 | 11 | 10 | 10 | 10 | 10 | 10 | 10 | 9  | 10 |    |    |
| Hindú Club          | 2  | 4  | 3  | 3  | 2  | 1  | 3  | 4  | 5  | 5  | 4  | 3  | 4  | 2  | 2  | 3  | 4  | 4  | 4  | 3  |    |    |
| Lomas               | 10 | 12 | 12 | 12 | 12 | 12 | 12 | 12 | 12 | 12 | 12 | 12 | 12 | 12 | 12 | 12 | 12 | 12 | 12 | 12 |    |    |
| Newman              | 3  | 8  | 8  | 10 | 10 | 8  | 8  | 8  | 8  | 8  | 8  | 8  | 8  | 8  | 8  | 8  | 6  | 7  | 7  | 8  |    |    |
| Pucará              | 1  | 2  | 2  | 5  | 4  | 6  | 4  | 2  | 4  | 4  | 5  | 5  | 6  | 5  | 5  | 5  | 5  | 5  | 5  | 5  |    |    |
| Regatas Bella Vista | 9  | 11 | 11 | 11 | 11 | 11 | 10 | 9  | 9  | 9  | 9  | 9  | 9  | 9  | 9  | 9  | 9  | 9  | 10 | 9  |    |    |
| SIC                 | 5  | 1  | 1  | 1  | 3  | 2  | 5  | 6  | 7  | 6  | 6  | 6  | 5  | 7  | 7  | 6  | 7  | 6  | 6  | 6  |    |    |
| San Luis            | 12 | 7  | 7  | 6  | 5  | 3  | 1  | 1  | 1  | 2  | 1  | 4  | 2  | 4  | 1  | 1  | 1  | 1  | 1  | 1  |    |    |
| San Martín          | 11 | 9  | 9  | 8  | 8  | 10 | 11 | 11 | 11 | 10 | 10 | 10 | 11 | 11 | 11 | 11 | 11 | 11 | 11 | 11 |    |    |